# Vihtori Kosola

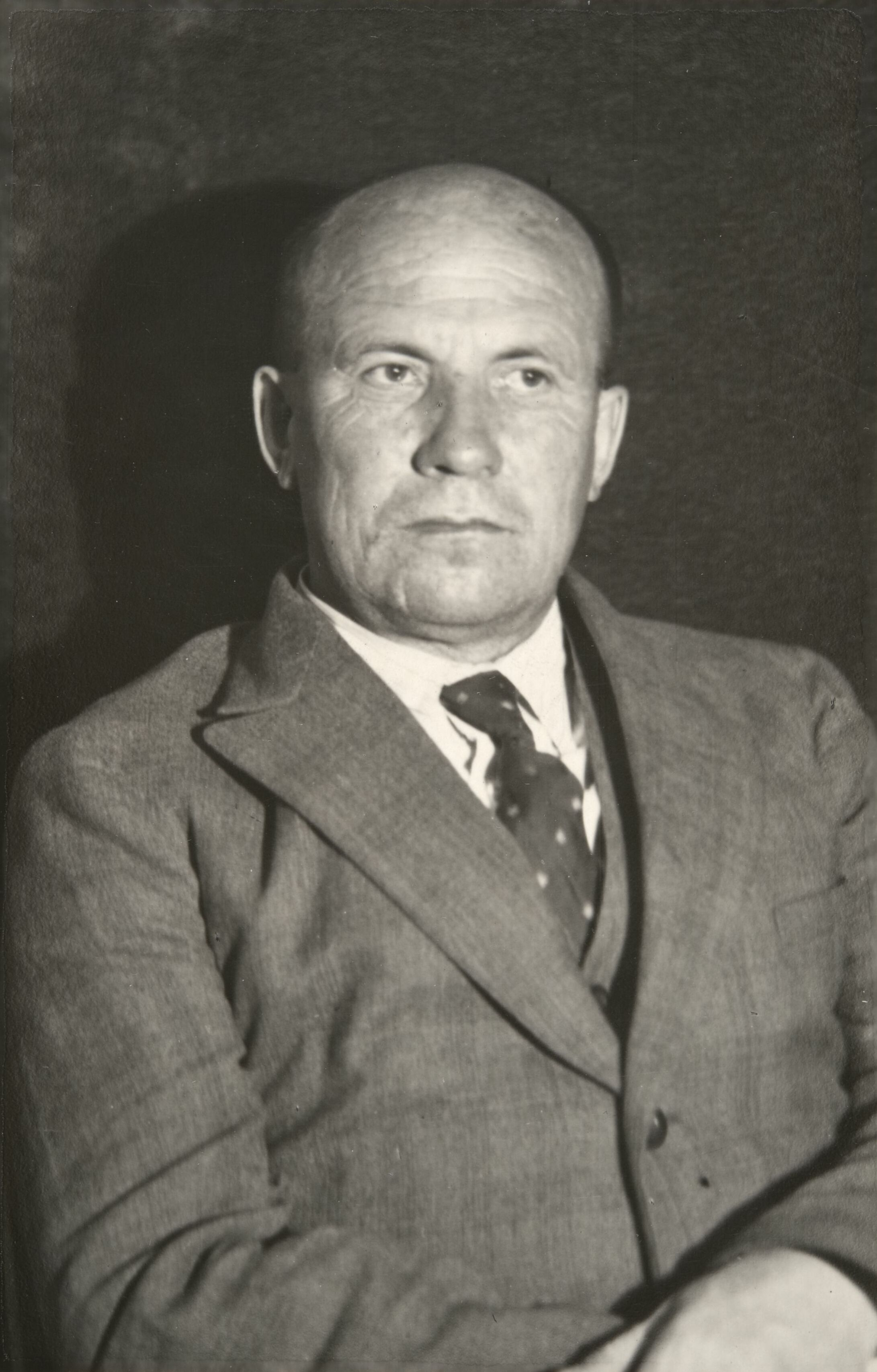
Vihtori Kosola

Vihtori Iisakki Kosola, född 10 juli 1884 i Ylihärmä, död 27 november 1936 i Lappo, var en finländsk bonde och politiker. Kosola är mest känd som främste företrädare för Lapporörelsen, Mäntsäläupproret och  Fosterländska folkrörelsen.
Efter lantbruksskola och studieresor i Sverige med flera länder blev Kosola brukare av Kosola gård i Lappo, där han även hade gästgiveri. Gästgiveriet var 1915–16 etappstation för jägarrörelsen, av vilken anledning Kosola hölls fängslad av ryssarna 1916–17. I den fosterländska rörelsen 1917, inbördeskriget 1918 och självständighetsstriderna i Estland, Lettland och Fjärrkarelen 1918–19 var han en ivrig och aktiv deltagare. År 1920 blev han ombud för Exportfred och anskaffade vid ett flertal tillfällen arbetskraft för brytande av socialistiska och kommunistiska strejker.